# Michael Freedman
Michael Hartley Freedman (* 21. dubna 1951 Los Angeles) je americký matematik, kterému byla v roce 1986 udělena Fieldsova medaile za jeho práci na 4dimenzionální zobecněné Poincarého domněnce.

## Život a kariéra
Narodil se v Los Angeles. Jeho otec, Benedict Freedman byl americký židovský letecký inženýr, hudebník, spisovatel a matematik. Jeho matka, Nancy Mars Freedmanová, byla herečka, která se zajímala o umění. Se svým manželem napsala řadu románů. Michael studoval na Kalifornské univerzitě v Berkeley, ale po dvou semestrech tam své studium ukončil. V témže roce napsal dopis Ralphovi Foxovi, tehdejšímu profesoru na Princetonské univerzitě, kam byl záhy přijat a v roce 1968 tam nastoupil. Roku 1973 získal titul Ph.D. za doktorskou disertační práci s názvem Codimension-Two Surgery, psané pod dohledem Williama Browdera. Po ukončení studia byl jmenován docentem na katedře matematiky na Kalifornské univerzitě v Berkeley. Tento post zastával od roku 1973 do roku 1975, kdy se stal členem Institutu pro pokročilé studium (IAS) v Princetonu. V roce 1976 byl jmenován docentem na katedře matematiky na Kalifornské univerzitě v San Diegu. V letech 1980 až 1981 studoval v IAS, a poté se vrátil na Kalifornskou univerzitu San Diego, kde byl v roce 1982 povýšen na profesora a v roce 1985 byl jmenován tamějším předsedou matematiky.
Získal řadu ocenění a vyznamenání, včetně Sloanova a Guggenheimova stipendia, cenu MacArthur Fellowship a Národní medaili vědy. Je členem Národní akademie věd Spojených států amerických, Americké akademie umění a věd a Americké matematické společnosti. Kromě toho, že v roce 1986 získal medaili na Mezinárodním kongresu matematiků (ICM) v Berkeley, byl pozvaným jako řečník na ICM v roce 1983 ve Varšavě a na ICM v roce 1998 v Berlíně. V současné době pracuje na projektu Microsoft Station Q a na Kalifornské univerzitě v Santa Barbaře, kde se jeho tým podílí na vývoji topologického kvantového počítače.

## Publikace
- Freedman, Michael Hartley (1982) „The topology of four-dimensional manifolds“
- Michael H. Freedman, Frank Quinn (1990) „Topology of 4-manifolds“
- Curtis, Cynthia L., Freedman, Michael H., Hsiang, Wu Chung, Stong, Richard (1996) „A decomposition theorem for h-cobordant smooth simply-connected compact 4-manifolds“
- Freedman, Michael H. (1998) „Z2-systolic-freedom. Proceedings of the Kirbyfest“
- Freedman, Michael H., Meyer, David A., Luo, Feng (2002) „Z2-systolic freedom and quantum codes“